# Sulima (Sierra Leone)
Sulima ist ein Ort an der Südspitze des westafrikanischen Sierra Leone im Distrikt Pujehun, an der Mündung des Flusses Moa in den Atlantik gelegen. Als Handelsstation im 19. Jahrhundert gegründet, beheimatet Sulima in den 1990er und 2000er Jahren eine größere Zahl liberianischer Flüchtlinge. 

## Wirtschaft
Entlang der Küste, zwischen dem Moa und dem Mano, liegen mehrere Strände, die auch touristisch genutzt werden.
Sulima soll als wichtiger Standort des chinesischen Bergbauunternehmens China Kingho seit 2014 etabliert werden. Unter anderem soll einen Bahnstrecke zu den Abbaugebieten um Tonkolili gebaut werden (Stand 2013). Zudem sind ein Werk zur Verhüttung, ein Tiefseehafen, ein Wasserkraftwerk sowie ein Industriepark geplant (Stand 2014). Die Projekte wurden nicht realisiert, nachdem sich das Unternehmen Ende 2018 aus Sierra Leone zurückzog.